# داروسازی دکتر عبیدی
لابراتوار داروسازی دکتر عبیدی شرکت داروسازی ایرانی است که در سال ۱۳۲۵ در زمینی حدود ۱۵ هزار مترمربع در کیلومتر ۸ جادهٔ مخصوص کرج توسط غلامعلی عبیدی احداث شد و تاکنون نیز در حال فعالیت می‌باشد. داروسازی دکتر عبیدی به عنوان بزرگ‌ترین تولیدکنندهٔ دارو ایران شناخته شده و ۵٫۵ درصد از سهم تولید بازار دارویی کشور را به خود اختصاص داده‌ است. این داروسازی صاحب ۷۸ برند دارویی و ۱۱ خط تولید است.

داروسازی دکتر عبیدی با بیش از هفتاد و نه سال سابقه درخشان، میراث‌دار کیفیت و نوآوری در صنعت دارویی کشور محسوب می‌شود. داروسازی دکتر عبیدی با رعایت دقیق همه موارد موثر در کیفیت دارو و ساخت راهکارهای درمانی موثر و مورد نیاز، همواره و در هر شرایطی برای ارتقای سطح سلامتی جامعه در کنار همه ایرانیان بوده و خواهد بود.